# Coswiger FV
Der Coswiger FV e. V. ist ein Fußballverein in der nahe Dresden gelegenen sächsischen Stadt Coswig. Er nutzt den Sportplatz Weinböhlaer Straße mit einem Kunstrasenplatz und einem Rasenplatz mit einer Kapazität von 6000 Zuschauern. Der Verein entstand 2017 durch Fusion der SpVgg Grün-Weiß Coswig und des 1. FC Coswig 2011. Im Jahr 2009 hatte die SpVgg 230 Mitglieder und unterhielt zwei Männer- und fünf Nachwuchsmannschaften.

## Vereinsentwicklung
Der Coswiger FV führt seine Geschichte auf den 1920 gegründeten Verein SpVgg Coswig zurück. Nach dem durch die Besatzungsmächte 1945 veranlassten Verbot aller Sportvereine schlossen sich Coswiger Sportler in einer provisorisch organisierten Sportgemeinschaft zusammen. Ab 1948 wurde das Sportwesen in Ostdeutschland auf der Basis von Betriebssportgemeinschaften (BSG) in geregelte Bahnen gelenkt. In Coswig gründete unter anderem das Hartgusswerk aus einer der bisherigen Sportgemeinschaften eine BSG, die 1952 von der Coswiger Lack- und Farbenfabrik übernommen wurde und von diesem Zeitpunkt an als BSG Chemie Coswig/Sa. mit mehreren Sportsektionen antrat. Nach verschiedenen Quellen nannte sich die BSG kurzzeitig 1957 Motor Coswig. Die BSG Chemie bestand bis 1990. Infolge der wirtschaftlichen Veränderungen nach der politischen Wende von 1989 hatte die Lack- und Farbenfabrik ihre Unterstützung für die BSG eingestellt.
BSG-Mitglieder gründeten daraufhin 1990 in Rückbesinnung auf den früheren Sportverein die Spielvereinigung Grün-Weiß Coswig als eingetragener Verein neu. Zur Konzentration der Nachwuchsarbeit wurde im Jahr 2011 der 1. FC Coswig 2011 gegründet, fünf Jahre später kamen Überlegungen für eine Fusion dieses noch jungen Vereins mit der SpVgg auf. Sie wurde bei der Gründungsversammlung am 29. März 2017 besiegelt; der Verein erhielt den Namen Coswiger FV.

## Entwicklung des Fußballsports
Bis Mitte der 1950er Jahre spielte sich Fußball im sächsischen Coswig nur im unterklassigen Bereich ab. Erst 1955 gelang der BSG Chemie der Aufstieg in die zu dieser Zeit viertklassige Bezirksliga Dresden. Ihre erste Bezirksliga-Saison schloss sie 1956 mit einem guten 5. Platz ab.
1956 qualifizierte sich Chemie Coswig auch für den DDR-weiten Wettbewerb um den FDGB-Fußballpokal 1957. In diesem Jahr trat die BSG unter dem Namen „Motor“ an und traf in der ersten Runde zuhause auf den Drittligisten SC Motor Karl-Marx-Stadt. Er wurde überraschend deutlich mit 4:1 besiegt. Auch in der nächsten Runde hatten die Coswiger Heimrecht und besiegten die eine Liga tiefer spielende BSG Fortschritt Falkenstein mit 5:2. In der I. Hauptrunde wurde der Zweitligist Fortschritt Meerane als Gegner ausgelost. Obwohl Coswig zum dritten Mal Heimrecht genoss, kam diesmal nach der 2:3-Niederlage das Pokal-Aus.
Nach der Saison 1959 musste Chemie Coswig als Tabellenletzter in die fünfte Liga Bezirksklasse absteigen. Erst 1972 gelang die Rückkehr in die inzwischen drittklassige Bezirksliga, allerdings nur für zwei Jahre. 1981 stieg Chemie noch einmal für ein Jahr in die Bezirksliga auf, danach spielte die BSG Chemie nur noch im Unterklassenbereich.
Bei Einführung des DFB-Spielsystems in Sachsen 1990 startete die Spielvereinigung Coswig in der Kreisklasse Meißen (7. Liga). Über zehn Jahre spielte Grün-Weiß dann in der Bezirksklasse Dresden. In der Spielzeit 2012/13 wurde Coswig Meister der mittlerweile Kreisoberliga genannten Klasse und spielte seit der Saison 2013/14 in der Bezirksliga Mitte bzw. der nachfolgenden Landesklasse Mitte. Nach der Saison 2017/18 zog der Verein seine Mannschaft in die Kreisoberliga Meißen zurück.